# Robert Wickens
Robert Tyler Wickens (Toronto, 13 marzo 1989) è un pilota automobilistico canadese.

## Carriera

### Kart
Nel 2001 Wickens iniziò la sua carriera motoristica nei kart in cui vinse la Junior Heavy Marigold Fall Classic e la Junior Lite Iron Man Enduro. Conquistò poi nel 2002, 2003 e 2005 la Sunoco Ron Fellows Karting Championship in varie classi. Vinse anche gare nell'ASN Canadian National Formula Junior, SKUSA ProMoto Tour, BeaveRun, PA, 80cc Junior OKRA Grand National e Junior Heavy Mosport Grand Prix.

### Formula BMW
Nel 2005 cominciò a correre con vetture monoposto a ruote scoperte; grazie alla Junior Scholarship della BMW, partecipò alla Formula BMW USA col team Apex Racing USA. Ottenne due vittorie e altri tre podi che gli fecero conquistare il terzo posto nella classifica generale e il titolo di miglior esordiente; partecipò anche alle finali mondiali della Formula BMW, dove chiuse sesto. Anche l'anno seguente iniziò nella stessa categoria e nello stesso team, ma dopo poche gare passò all'EuroInternational essendo diventato nel frattempo membro del Red Bull Junior Team. Wickens ottenne tre vittorie, sette podi e la conquista del campionato; prima di ripetere l'esperienza alla finale della Formula BMW, Wickens fu pilota ospite in una gara al Nürburgring della Formula BMW ADAC, che fu gara di supporto al Gran Premio d'Europa 2006. Dopo tre mesi riapparve al Nürburgring per competere nell'Eurocup Formula Renault 2.0 con la Motopark Academy.

### Champ Car Atlantic

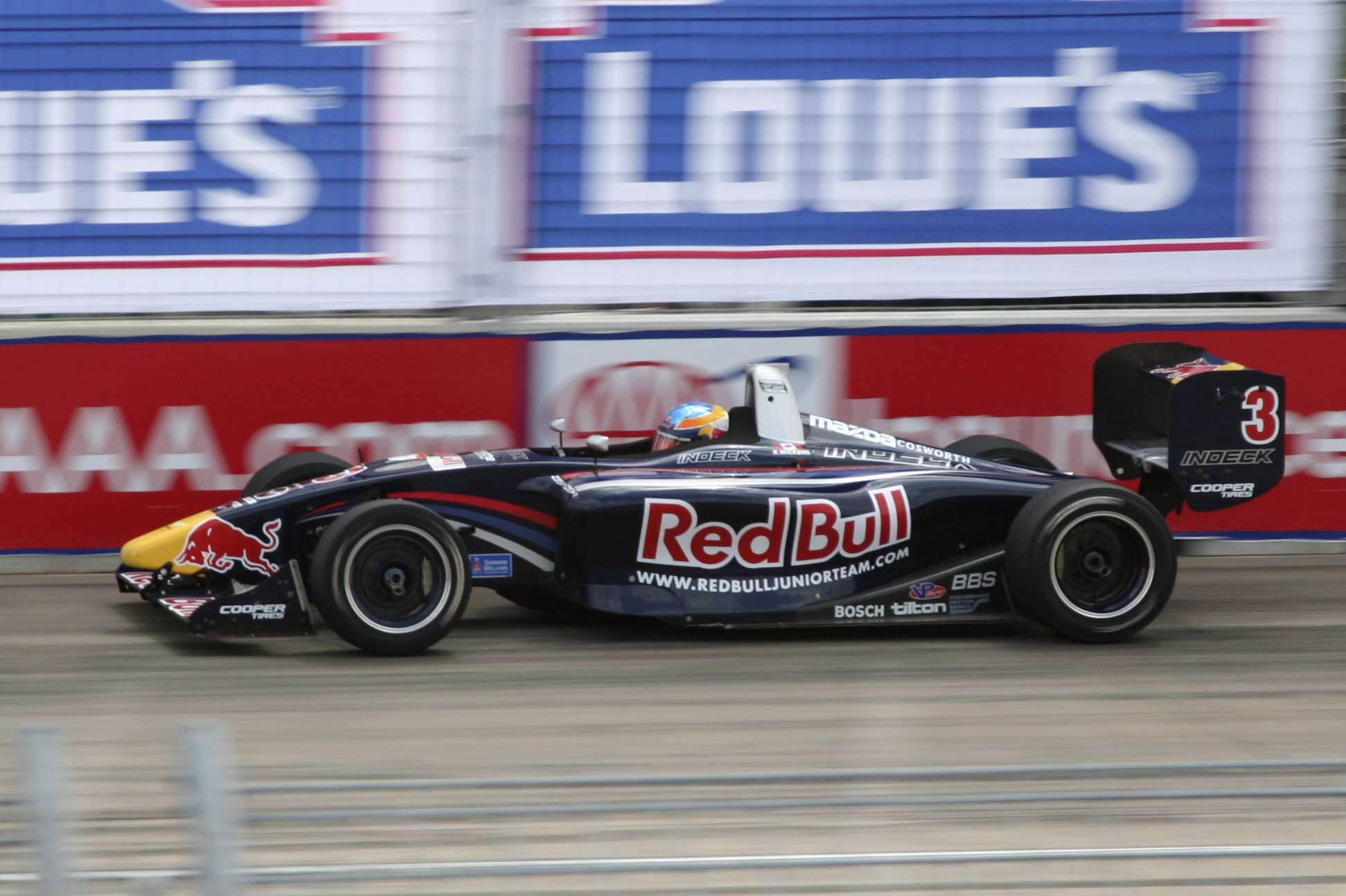
Wickens guida per il Red Bull Junior Team al Gran Premio di Houston durante la Champ Car Atlantic 2007.

Nel 2007 Wickens passò nella Champ Car Atlantic col Red Bull/Team Forsythe; nella stagione conquistò una vittoria a Portland, e giunse terzo nella classifica generale dietro a Raphael Matos e Franck Perera.

### Formula Renault 3.5 Series
Corse poi le quattro gare finali della Formula Renault 3.5 Series 2007, per poi competere nella categoria anche nella stagione 2008, con la Carlin Motorsport; conquistò una vittoria a Silverstone e terminò dodicesimo nella graduatoria finale.

### A1 Grand Prix
Nell'inverno 2007-2008 partecipò all'A1 Grand Prix conquistando una vittoria sul circuito di Durban, in Sudafrica.

### Formula 3 Euroseries
Nella stagione 2008 Wickens affrontò anche parte della F3 Euro Series con la Signature-Plus. Ottenne un secondo posto al Norisring e una vittoria a Le Mans. L'impegno proseguì anche l'anno seguente, passando alla Kolles & Heinz Union, partecipando però solo alle gare svolte a Hockenheim e Digione, senza marcare punti.

### Formula 2
Wickens nel 2009 si focalizzò maggiormente sul rinato campionato di Formula 2. Wickens vinse la prima gara del campionato, risultando così il primo pilota a vincere una gara internazionale con vetture di tale categoria dai tempi di Philippe Streiff. Conquistò anche la seconda gara, sempre svolta a Valencia, ma ciò non gli consentì di vincere il campionato che fu appannaggio di Andy Soucek.
Nel novembre 2009 rivelò di essere in contatto con alcuni team di Formula 1, affermando di possedere buone possibilità di correre nella massima categoria essendo il solo pilota esordiente nordamericano con la Superlicenza FIA.

### GP3 Series
Nel 2010 Wickens partecipò al neonato campionato GP3 Series, nato a supporto della Formula 1 e della GP2, con la Status Grand Prix. In tale campionato vinse tre gare e conquistò 71 punti, giungendo secondo alle spalle di Esteban Gutiérrez per 17 punti.

### Formula 1
Dal Gran Premio del Canada 2011 fu nominato terzo pilota della Virgin al posto del giapponese Sakon Yamamoto; fece il suo esordio nelle prove libere del Gran Premio di Abu Dhabi al posto di Jérôme d'Ambrosio. Sempre nel 2011 partecipò alla Formula Renault 3.5 Series con la Carlin, vincendo cinque gare e aggiudicandosi il titolo davanti al compagno di squadra Jean-Éric Vergne.

### DTM

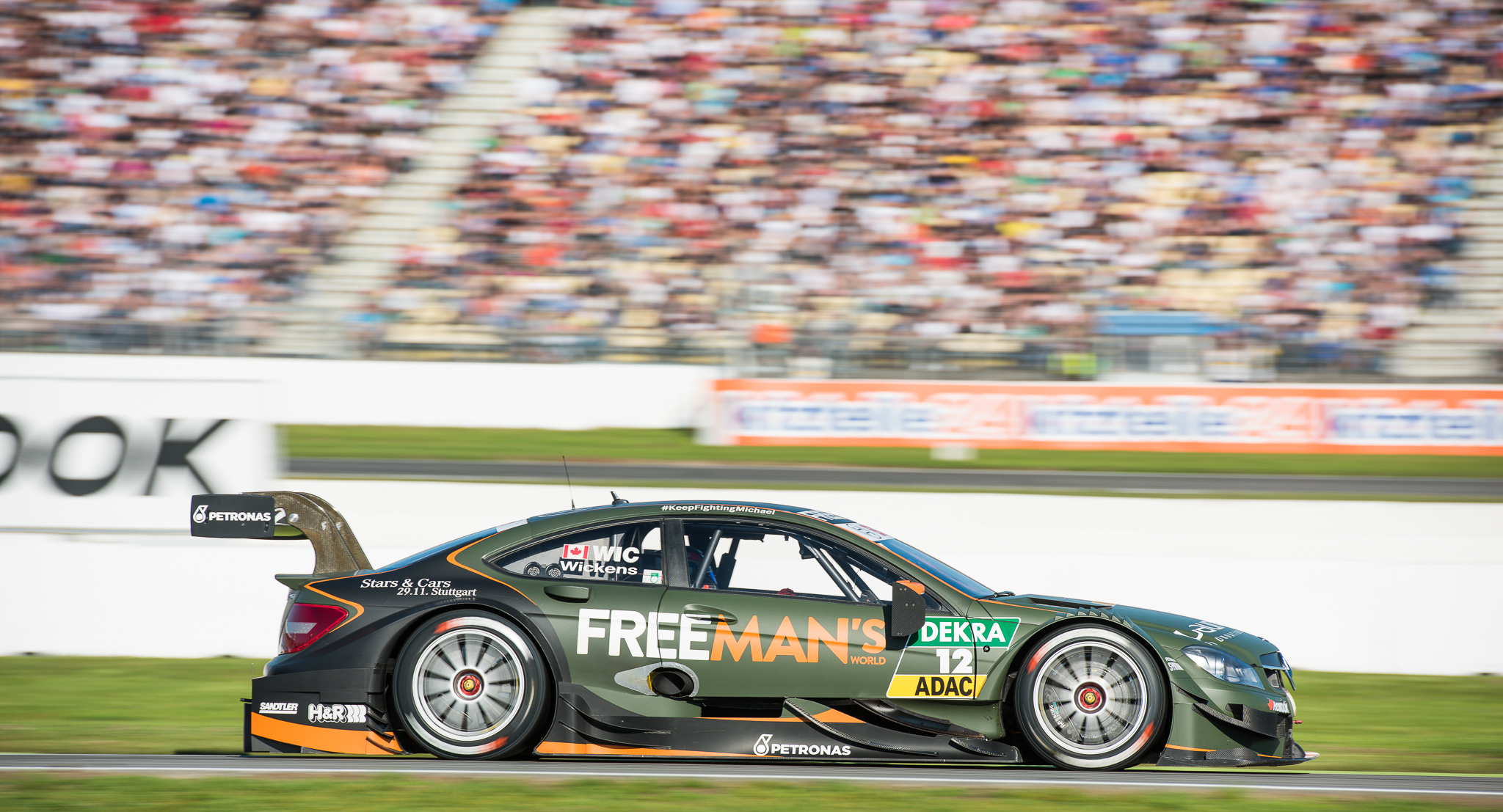
Wickens, Deutsche Tourenwagen Masters 2014 - Hockenheimring

Nel 2012 passò al campionato DTM guidando una Mercedes del team Mücke Motorsport; nelle due stagioni successive corse per il team HWA, sempre con una Mercedes.

### Indycar
Nel giugno 2017, Wickens si è unito al team Schmidt Peterson Motorsports.
Nel maggio 2018, ha ricevuto il premio di Indianapolis 500 Rookie of the Year.

#### Incidente di Pocono
Il 19 agosto 2018 durante l'ABC Supply 500 al Pocono Raceway, è stato protagonista di un grave incidente. Al 7º giro, il pilota canadese ha affiancato Ryan Hunter-Reay per tentare il sorpasso all'interno, prima di curva 2. La ruota anteriore destra di Wickens ha urtato la posteriore di Hunter-Reay che si è girato in piena percorrenza di curva 2. Wickens ha inevitabilmente colpito il muso della monoposto di Hunter-Reay e si è schiantato sul muro, decollando subito dopo sul recinto di protezione del circuito. La monoposto di Wickens si è completamente distrutta nel doppio impatto, risparmiando la sola cellula di protezione che è atterrata sul rettilineo, poco dopo curva 2.
Takuma Sato, James Hinchcliffe e Pietro Fittipaldi, anch'essi successivamente coinvolti nell'incidente, insieme a Ryan Hunter-Reay, sono stati controllati dal personale medico in loco e non hanno richiesto ulteriori cure immediate mentre Robert Wickens è stato ricoverato al Lehigh Valley Hospital-Cedar Crest con una contusione polmonare e fratture alle gambe, alla colonna vertebrale e all'avambraccio destro. Il 20 agosto Wickens ha subito un intervento chirurgico alla colonna vertebrale. È stato sottoposto ad ulteriori interventi chirurgici per curare le fratture al braccio e alle gambe. Il 31 agosto, Wickens è stato trasferito all'Indiana University Health Methodist Hospital per un ulteriore intervento chirurgico alle gambe.  Il 7 settembre 2018, la famiglia Wickens ha annunciato l'intera portata delle ferite di Robert: una frattura della colonna vertebrale toracica, una frattura del collo, fratture della tibia e del perone di entrambe le gambe, fratture di entrambe le mani, frattura dell'avambraccio destro, un gomito fratturato, quattro costole fratturate, una contusione polmonare e una lesione spinale indeterminata.
A fine ottobre 2018, Wickens ha rivelato di essere diventato paraplegico a causa dell'incidente.

## Risultati

### Sommario
| Stagione | Campionato                  | Scuderia                               | Gare         | Vittorie     | Pole         | GPV          | Podi         | Punti        | Pos.         |
| -------- | --------------------------- | -------------------------------------- | ------------ | ------------ | ------------ | ------------ | ------------ | ------------ | ------------ |
| 2005     | Formula BMW USA             | Team Apex Racing USA                   | 14           | 2            | 1            | 2            | 5            | 122          | 3º           |
| 2005     | Formula BMW World Final     | Team Autotecnica                       | 1            | 0            | 0            | 0            | 0            | N/A          | 6º           |
| 2006     | Formula BMW USA             | EuroInternational Team Apex Racing USA | 14           | 3            | 3            | 3            | 7            | 149          | 1º           |
| 2006     | Formula BMW ADAC            | ADAC Berlin-Brandenburg                | 2            | 0            | 0            | 0            | 0            | N/A          | NC           |
| 2006     | Eurocup Formula Renault 2.0 | Motopark Academy                       | 2            | 0            | 0            | 0            | 0            | N/A          | NC           |
| 2006     | Formula BMW World Final     | EuroInternational                      | 1            | 0            | 0            | 0            | 0            | N/A          | 8º           |
| 2007     | Champ Car Atlantic          | Red Bull/Team Forsythe                 | 12           | 1            | 1            | 2            | 4            | 255          | 3º           |
| 2007     | Formula Renault 3.5         | Carlin Motorsport                      | 4            | 0            | 0            | 0            | 0            | 6            | 25º          |
| 2007–08  | A1 Grand Prix               | A1 Team Canada                         | 14           | 1            | 2            | 1            | 4            | 75           | 9º           |
| 2008     | Formula Renault 3.5         | Carlin Motorsport                      | 17           | 1            | 1            | 3            | 4            | 55           | 12º          |
| 2008     | Formula 3 Euro Series       | Signature-Plus                         | 14           | 1            | 0            | 0            | 2            | 10,5         | 15º          |
| 2009     | Formula 2                   | Motorsport Vision                      | 16           | 2            | 5            | 3            | 6            | 64           | 2º           |
| 2009     | Formula 3 Euro Series       | Kolles & Heinz Union                   | 4            | 0            | 0            | 0            | 0            | 0            | NC           |
| 2009     | F3 inglese                  | Carlin Motorsport                      | 2            | 0            | 0            | 0            | 1            | 12           | 16º          |
| 2009     | Champ Car Atlantic          | Genoa Racing                           | 1            | 0            | 0            | 0            | 0            | 12           | 14º          |
| 2010     | GP3 Series                  | Status Grand Prix                      | 16           | 3            | 0            | 0            | 6            | 71           | 2º           |
| 2011     | Formula Renault 3.5         | Carlin Motorsport                      | 17           | 5            | 7            | 4            | 10           | 241          | 1º           |
| 2011     | Formula 1                   | Virgin Racing                          | Terzo pilota | Terzo pilota | Terzo pilota | Terzo pilota | Terzo pilota | Terzo pilota | Terzo pilota |

### Risultati in Formula 1
| 2011 | Scuderia | Vettura |  |  |  |  |  |  |  |  |  |  |  |  |  |  |  |  |  |    |  | Punti | Pos. |
| ---- | -------- | ------- |  |  |  |  |  |  |  |  |  |  |  |  |  |  |  |  |  | -- |  | ----- | ---- |
| 2011 | Virgin   | MVR-02  |  |  |  |  |  |  |  |  |  |  |  |  |  |  |  |  |  | SP |  | –     |      |

| Legenda | 1º posto     | 2º posto | 3º posto    | A punti         | Senza punti/Non class.  | Grassetto – Pole position Corsivo – Giro più veloce |
| Legenda | Squalificato | Ritirato | Non partito | Non qualificato | Solo prove/Terzo pilota | Grassetto – Pole position Corsivo – Giro più veloce |